# Un coeur trop enflammable
Un coeur trop enflammable è un cortometraggio muto del 1908 diretto da Georges Monca.

## Produzione
Il film fu prodotto dalla Pathé Frères.

## Distribuzione
Distribuito dalla Pathé Frères, il film - un cortometraggio di 105 metri è conosciuto anche con il titolo Boireau - Un coeur trop enflammable.